# Dekada (sieć handlowa)

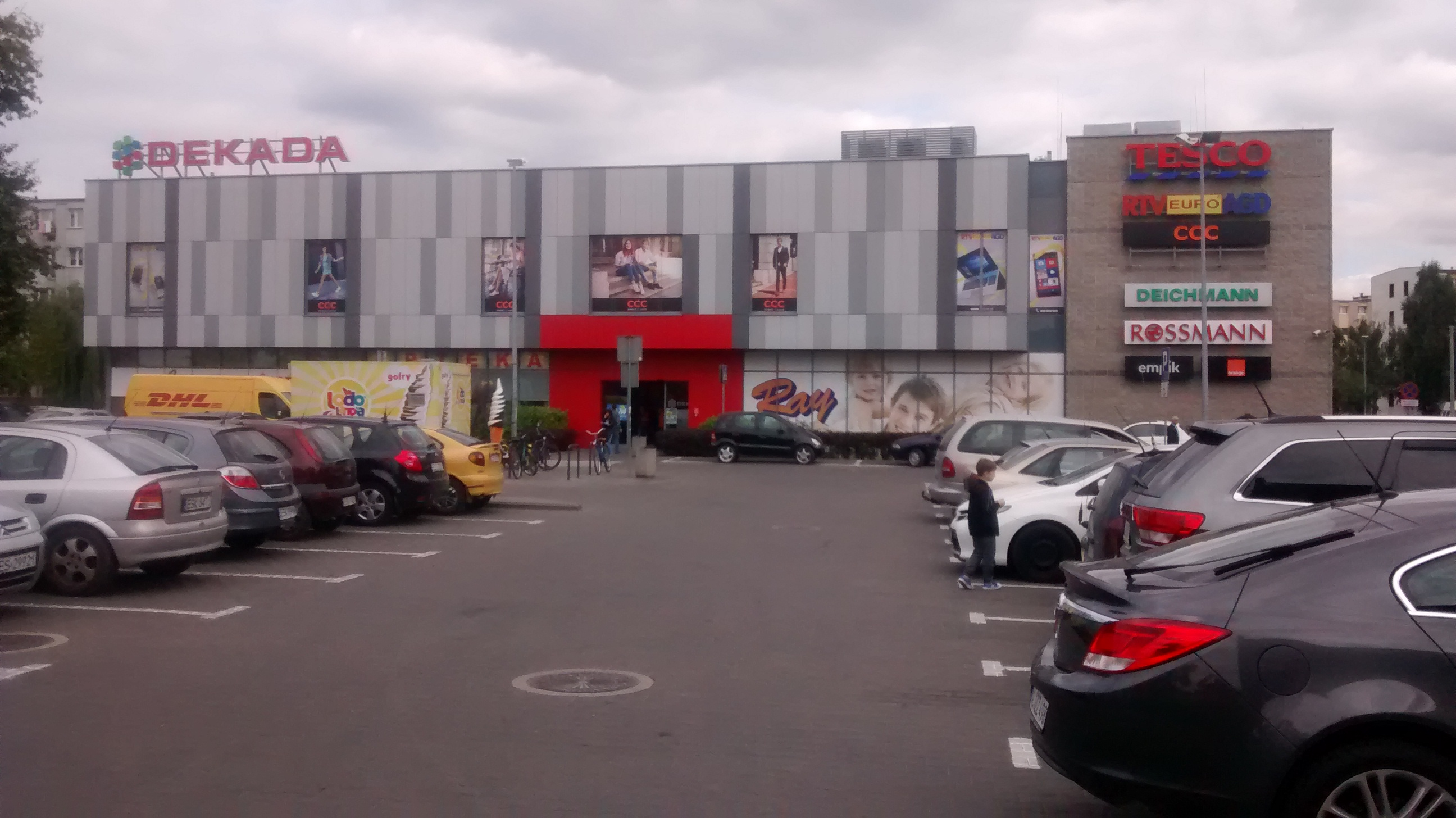
Galeria Handlowa Dekada w Skierniewicach

Dekada – sieć galerii i centrów handlowych typu convenience.  to obiekty handlowe o powierzchni kilku lub kilkunastu tysięcy metrów kwadratowych najczęściej zlokalizowane w centrach miast.
Galerie i centra handlowe Dekada znajdują się w miastach: Brodnica, Ciechanów, Grójec, Iława, Sieradz, Skierniewice, Żyrardów, Myślenice, Olsztyn, Kraków, Malbork, Nowy Targ, Nysa, Konin. Część z obiektów handlowych jest połączona z dworcami autobusowymi.
W centrach handlowych Dekada znajdują się sklepy Alma Market, TESCO, Cliff Sport, Rossmann, Empik, RTV Euro AGD, Deichmann, CCC, Biedronka, Subway, Ruch S.A., Triumph, Domino’s Pizza, Orange, Play i inne.
W galeriach Dekada w Skierniewicach, Sieradzu znajduje się Kino Cinetrix 6D.
Następne galerie Dekada powstaną w miastach: Nysa, Konin, Mińsk Mazowiecki. Centra handlowe w Koninie i Mińsku Mazowieckim powstają we współpracy z PKP.